# Гринкова, Надежда Павловна
Надежда Павловна Гри́нкова (4 [16] сентября 1895 или 16 сентября 1895, Санкт-Петербург — 24 января 1961, София) — русский и советский филолог и этнограф. Автор исследований в области диалектологии, лексикологии и истории русского литературного языка, этнографии. Доктор филологических наук (1947).

## Биография
Надежда Гринкова родилась 4 (16) сентября 1895 года в Санкт-Петербурге.
В 1917 году (по другим данным — в 1918 году) окончила Женский педагогический институт. Её учителями были Николай Михайлович Каринский и Алексей Александрович Шахматов.
В 1918 году окончила славяно-русское отделение Петроградского университета (ныне Санкт-Петербургский государственный университет). С того же года работала в должности преподавателя-ассистента. Являлась ассистентом на кафедре Русского языка в ЛГПИ им. А. И. Герцена (ныне РГПУ им. А. И. Герцена), с 1931 года — в должности доцента, с 1938 года — профессора.
В 1942—1961 годах была заведующей кафедрой. В 1942—1944 годах находилась в эвакуации в городе Кыштым. В 1947 году защитила докторскую диссертацию, тема — «Воронежские диалекты».
В 1957 году опубликовала статью о языке «Слова о полку Игореве», в которой изучила вслед за Сергеем Петровичем Обнорским орфографию памятника и приписала орфографическое несоответствие только отражению звуковой системы древнерусского языка.
В морфологии «Слова о полку Игореве» Гринкова отмечает, прежде всего, отличия от грамматических норм современного литературного языка, соотношение в «Слове о полку Игореве» книжных форм и форм, отражающих «живую разговорную речь», даёт обзор лексики «Слова о полку Игореве» по тематическим группам и освещает проблему соотношения полногласных и неполногласных форм.
По словам самой Гриньковой, статья призвана охарактеризовать «основные особенности языка произведения, отличающиеся от современного литературного языка, а также важнейшие художественные средства» и помочь учителю в работе над языком «Слова о полку Игореве» в школе.
Её учениками были Сакмара Георгиевна Ильенко, Лариса Яковлевна Костючук, Вера Ивановна Чагишева.
Умерла 24 января 1961 года во время своей поездки в Болгарию в Софии.

## Область научных интересов
Занималась изучением фольклора, диалектов русского языка, исторической лексикологией русского языка. Изучала «Слово о полку Игореве». Основатель «Герценовской школы» русской диалектологии.

## Основные труды
- Н. П. Гринкова. О языке «Слова о полку Игореве» // Изучение языка писателя. Л., 1957. С. 12—42.
- Н. П. Гринкова. Вопросы исторической лексикологии русского языка. Л., 1962.
- Н. П. Гринкова. Говор тудовлян ржевского уезда. (Оттиск из Известия II Отделения АН. Т. 31 (1926). С. 303—326).
- Н. П. Гринкова. Евгениевская псалтырь как памятник русской письменности XI в. (Оттиск из Известия II Отделения АН. Т. 29 (1924). С. 289—306).